# Hobol (Baranya)
Hobol es un pueblo ubicado en el distrito de Szigetvár, en el condado de Baranya, Hungría.

## Superficie
Posee una superficie de 18,27 kilómetros cuadrados.

## Demografía
Hasta 2019 la población era de 923 habitantes, con una densidad de población de 50,52 habitantes por kilómetro cuadrado.